# OSGi
OSGi Alliance, ранее известная как Open Services Gateway initiative (инициатива доступа к открытым службам) — организация открытых стандартов (Open Standards Development Organization — SDO). В течение последних нескольких лет она разрабатывала основанную на Java сервисную платформу OSGi (также известна как The Dynamic Module System for Java), которая могла управляться удалённо. Основная часть этой разработки — фреймворк (каркас), который определяет модель жизненного цикла приложения и служебного реестра.
OSGi (Open Services Gateway Initiative) — спецификация динамической модульной системы и сервисной платформы для Java-приложений, разрабатываемая консорциумом OSGi Alliance. Спецификации дают модель для построения приложения из компонентов, связанных вместе посредством сервисов. Суть заключается в возможности переинсталлировать динамически компоненты и составные части приложения без необходимости останавливать и перезапускать его.
Круг применений данной спецификации довольно широк: изначально разрабатывалась для создания встроенных систем (в частности, для автомобилей BMW, также в разработке спецификации активно участвует Siemens), но сейчас на базе OSGi строят многофункциональные автономные настольные приложения (например, Eclipse SDK) и корпоративные системы.
На основе этого фреймворка было создано огромное количество OSGi-служб:

| - Log - Configuration management - Preferences - Http Service (запускает сервлеты) - XML parsing (обработка данных XML) - Device Access (доступ к устройствам) - Package Admin | - Permission Admin - Start Level - User Admin - IO Connector - Wire Admin - Jini - UPnP Exporter | - Application Tracking - Signed Bundles - Declarative Services - Power Management (управление питанием) - Device Management (управление устройствами) - Security Policies - Diagnostic/Monitoring and Framework Layering |

## Версии стандарта OSGi
- OSGi Release 1 (R1): май 2000
- OSGi Release 2 (R2): октябрь 2001
- OSGi Release 3 (R3): март 2003
- OSGi Release 4 (R4): октябрь 2005 / сентябрь 2006
  - Core Specification (R4 Core): октябрь 2005
  - Mobile Specification (R4 Mobile / JSR-232): сентябрь 2006
- OSGi Release 4.1: май 2007
- OSGi Release 4.2: сентябрь 2009
  - Enterprise Specification: март 2010
- OSGi Release 4.3 (R4.3): апрель 2011
  - Core: апрель 2011
  - Compendium and Residential: май 2012
- OSGi Release 5 (R5): июнь 2012
  - Core and Enterprise: июнь 2012

Существуют 4 реализации стандарта OSGi с открытым исходным кодом:
- Apache Felix
- Knopflerfish
- Equinox
- Concierge OSGi

На основе Equinox построена среда разработки Eclipse 3.0+, претендующая на звание отраслевого стандарта компонентной сборки программ.

## Смежные RFC и стандарты Java
- RFC-2608 (Service Location Protocol)
- Sun JINI (Java Intelligent Network Infrastructure)
- Sun JCP JSR-8 (Open Services Gateway Specification)
- Sun JCP JSR-232 (Mobile Operational Management)
- Sun JCP JSR-246 (Device Management API)
- Sun JCP JSR-249 (Mobile Service Architecture for CDC)
- Sun JCP JSR-277 — JSR-277: Java Module System
- Sun JCP JSR-291 (Dynamic Component Support for JavaTM SE)

## Жизненный цикл
В процессе жизненного цикла добавляются пакеты, которые могут быть динамически установлены, запущены, остановлены, обновлены и удалены. Связки полагаются на уровень модуля для загрузки классов, но добавляют API для управления модулями во время выполнения. Уровень жизненного цикла представляет динамику, которая обычно не является частью приложения. Для обеспечения правильной работы среды используются широкие механизмы зависимостей. Операции жизненного цикла полностью защищены архитектурой безопасности.
| Состояние пакета | Описание |
| ---------------- | --- |
| INSTALLED        | Пакет успешно установлен |
| RESOLVED         | Все классы Java, необходимые для пакета, доступны. Это состояние указывает, что пакет готов к запуску или остановлен. |
| STARTING         | Пакет запускается, вызывается метод BundleActivator.start, но метод start еще не вернулся. Когда пакет имеет политику активации, пакет останется в состоянии STARTING до тех пор, пока пакет не будет активирован в соответствии с его политикой активации. |
| ACTIVE           | Пакет успешно активирован и запущен; Его метод запуска активатора Bundle Activator был вызван и возвращен. |
| STOPPING         | Пакет остановлен. Вызывается метод BundleActivator.stop, но метод stop еще не вернул результат. |
| UNINSTALLED      | Пакет удален. Он не может переместиться в другое состояние. |

Ниже приведен пример типичного Java-класса, реализующего интерфейс BundleActivator:
```
package
 
org.wikipedia
;

import
 
org.osgi.framework.BundleActivator
;

import
 
org.osgi.framework.BundleContext
;

public
 
class
 
Activator
 
implements
 
BundleActivator
 
{

	
private
 
BundleContext
 
context
;

	
@Override

	
public
 
void
 
start
(
BundleContext
 
context
)
 
throws
 
Exception
 
{

		
System
.
out
.
println
(
"Starting: Hello World"
);

		
this
.
context
 
=
 
context
;

	
}

	
@Override

	
public
 
void
 
stop
(
BundleContext
 
context
)
 
throws
 
Exception
 
{

		
System
.
out
.
println
(
"Stopping: Goodbye Cruel World"
);

		
this
.
context
 
=
 
null
;

	
}

}

```